# Kasper Toustrup
Kasper Toustrup (født 21. december 1975 i Hinnerup) er medlem af det danske band Nephew.
Kasper er uddannet læge, som han praktiserer ud over sit engagement i Nephew.